# Bordes-de-Rivière
Bordes-de-Rivière è un comune francese di 494 abitanti situato nel dipartimento dell'Alta Garonna nella regione dell'Occitania.

## Società

### Evoluzione demografica
Abitanti censiti